# Čifáre
Čifáre, dříve také Čifáry (maďarsky Csiffár), jsou obec na Slovensku v okrese Nitra, která se nachází v severní části Pohronské pahorkatiny.

## Historie
Nejstarší osídlení Čifáre sahá do staršího paleolitu, ale první oficiální písemná zmínka o obci pochází z roku 1209, kdy je obec uvedena pod názvem „Villa Chefar“. Není známo, jaké následky měl pro Čifáre a jeho okolí tatarský vpád v letech 1241-1242, když Tataři (Mongolové) porazili uherské královské vojsko a až do konce roku 1241 plenili nechráněné území jihozápadního Slovenska.
Dne 19. června 1919 zde během maďarsko-československé války došlo k boji mezi československou armádou a maďarskou Rudou armádou. Československá armáda zde byla zastoupena československou domobranou z Itálie, dislokovanou v obci. Při této vojenské akci vyhořelo několik domů a kostel.
V letech 1938 až 1945 byly tato obec (na základě první vídeňské arbitráže) součástí Maďarského království.
S dějinami Čifáre je úzce spojena osada Pata, která se poprvé v písemných pramenech objevuje v roce 1321.

### Reference

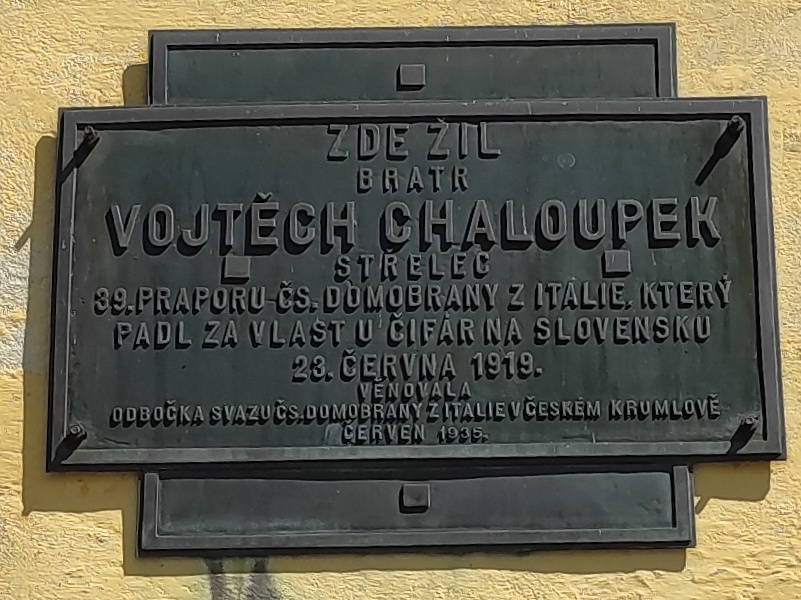
Zlatá Koruna – pamětní deska československého vojka, který zahynul v Čifárech